# Station Hall Road
Hall Road is een spoorwegstation van National Rail in Blundellsands, Sefton in Engeland. Het station is eigendom van Network Rail en wordt beheerd door Merseyrail. Het station is geopend in 1874.